# Phare de Portland Point
Le phare de Portland Point est un phare situé sur Portland Point (en) dans la Paroisse de Clarendon (Comté du Middlesex), en Jamaïque.
Ce phare est géré par l'Autorité portuaire de la Jamaïque , une agence du Ministère des Transports .
Ce phare est inscrit à la liste des sites du patrimoine national en Jamaïque par le Jamaica National Heritage Trust (en).

## Description
Le phare est une tour pyramidale en poutrelles d'acier de 35 m de haut avec une galerie et une lanterne rouge. La tour est peinte en bandes horizontales rouges et blanches. Un escalier métallique extérieur de 129 marches conduit à la galerie. C'est la plus grande tour légère de la Jamaïque.
Il émet, à une hauteur focale de 198 m, deux éclats blancs toutes les 15 secondes. Sa portée n'est pas connue
Il est érigé en bout de la péninsule de Clarendon, le point le plus au sud de l'île.
Identifiant : ARLHS : JAM-006 - Amirauté : J5327 - NGA : 14112 .

### Lien connexe
- Liste des phares à la Jamaïque